# Burmagrünspecht
Der Burmagrünspecht (Picus viridanus) ist eine Vogelart aus der Familie der Spechte (Picidae). Die mittelgroße Spechtart besiedelt ein relativ kleines Gebiet in Südasien und bewohnt ein breites Spektrum feuchter bis trockener Waldtypen von immergrünen tropischen Regenwäldern und Sekundärwäldern bis zu Mangrove und Küstenbuschland. Zur Lebensweise liegen kaum Angaben vor, die auf dem Boden und an moosbewachsenen Bäumen und Felsen gesuchte Nahrung besteht, soweit bekannt, vor allem aus Ameisen. 
Die Art gilt als wenig häufig bis lokal recht häufig. Der Bestand ist offenbar rückläufig, der Burmagrünspecht wird von der IUCN aber noch als ungefährdet („least concern“) eingestuft.

## Beschreibung

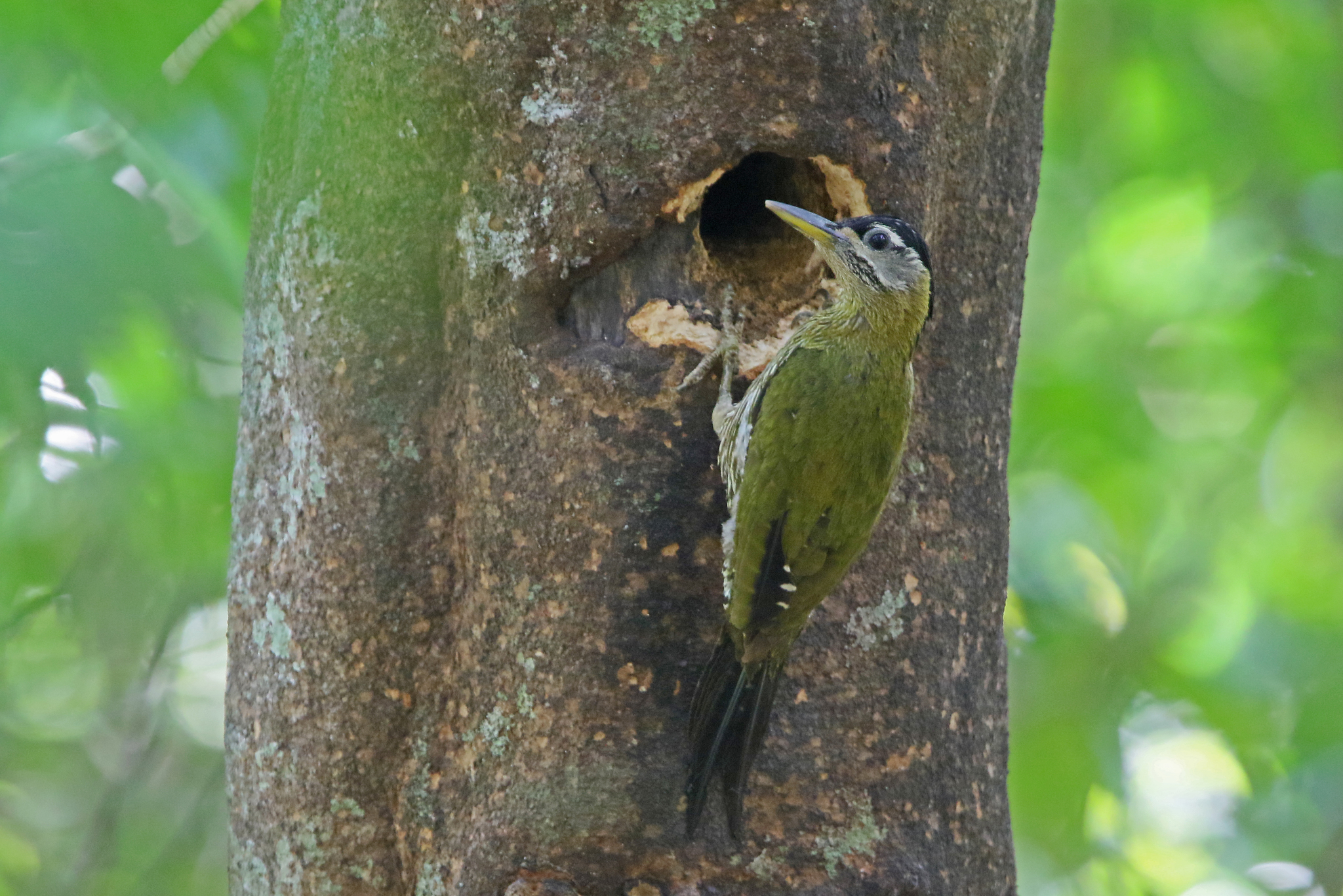
Weiblicher Burmagrünspecht

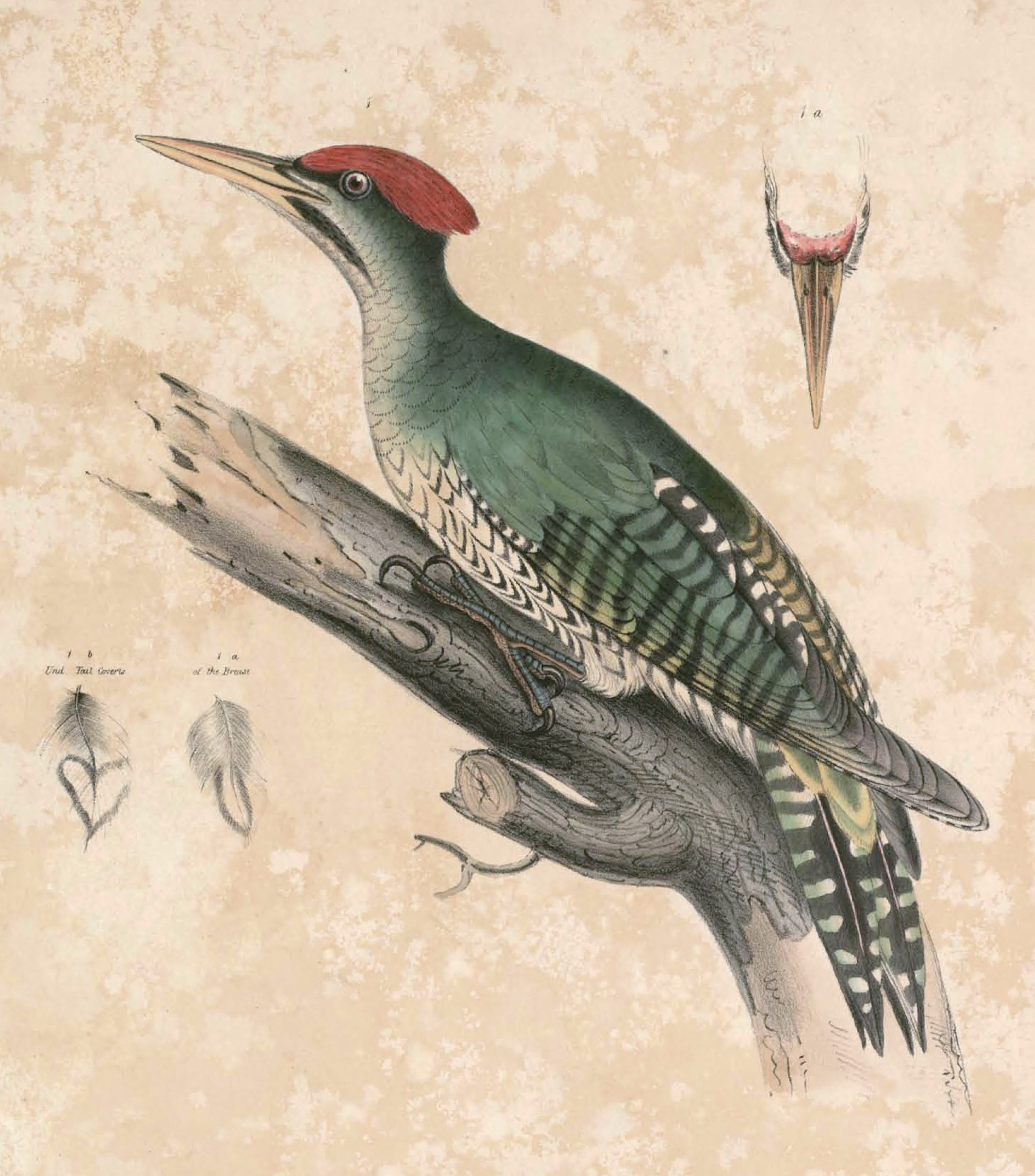
Männlicher Burmagrünspecht, Illustration

Der Burmagrünspecht ist ein typischer Vertreter der Gattung Picus und ähnelt in Habitus und Färbung dem auch in Mitteleuropa heimischen Grünspecht. Es sind mittelgroße Spechte mit einer undeutlichen Federhaube, einem steifen, langen Schwanz und einem relativ langen, leicht meißelförmig zugespitzten und an der Basis recht breiten Schnabel. Die Körperlänge beträgt 30–33 cm, das Gewicht etwa 90–120 g. Sie sind damit etwa so groß wie ein Grünspecht, aber deutlich leichter. Die Art zeigt hinsichtlich der Färbung einen deutlichen Geschlechtsdimorphismus, Weibchen haben außerdem einen etwas kürzeren Schnabel als die Männchen.
Bei Männchen ist der gesamte Rücken einschließlich der Schulterfedern bronzegrün, der Bürzel ist matt gelbgrün, die Oberschwanzdecken sind olivgrün. Die Oberflügeldecken und die Schirmfedern sind dunkel bronzegrün und dunkler als der Rücken. Die Schwingen sind schwärzlich braun, die Armschwingen haben bronzegrüne Außenfahnen und die kompletten Handschwingen sowie die Innenfahnen der Armschwingen sind schmal hell beigeweiß gebändert. Die Schwanzoberseite ist schwärzlich, die meisten oder alle Steuerfedern zeigen undeutliche bräunliche Binden. Die Befiederung von Brust und Bauch zeigt auf olivgrünem, zum Bauch hin hellerem Grund weißliche oder beige Säume, Spitzen und Schaftstriche, wodurch ein kräftiges Schuppenmuster entsteht. Die Unterschwanzdecken sind auf weißlichem Grund dunkel oliv gestrichelt. Die Unterflügeldecken sind weiß mit oliver Bänderung, die Schwingen bräunlich mit weißlichen Binden. Der Unterschwanz ist wie der Oberschwanz gezeichnet, aber insgesamt etwas heller.
Stirn, Oberkopf und Haube sind rot, dieser rote Bereich ist von der Stirn bis zu den Hinterkopfseiten unten schmal schwarz begrenzt. Ein sehr schmaler weißer Augenring setzt sich als schmaler Überaugenstreif bis zur Hinterkopfseite fort. Die Ohrdecken und die unteren Wangen sind schmutzig weiß bis gräulich oder beigefarben und haben feine dunkle Strichel. Der schmale Zügelstreif ist weißlich beige. Der kräftige und deutlich abgesetzte Bartstreif ist schwarz und deutlich weiß gestrichelt. Kinn und Kehle sind blassbraun, die Kehle zeigt meist einen deutlichen Grün- oder Olivton und eine weiße Strichelung in variabler Stärke. Halsseiten und Nacken sind gelbgrün mit einem Bronzeton.
Der Schnabel ist schmutzig gelb, First und Spitze sind schwärzlich. Der Unterschnabel ist blasser. Beine und Zehen sind graugrün. Die Iris ist rotbraun; bei vielen, möglicherweise auch den meisten Individuen mehr rot.
Beim Weibchen fehlen die roten Partien am Kopf; Stirn, Oberkopf und Haube sind schwarz.

## Lautäußerungen
Bekannt sind einzelne, explosive „kirrrr“-Rufe, die die Art vom Netzbauchspecht unterscheiden. Außerdem werden gereihte Rufe wie „tscheu-tscheu-tscheu-tscheu“ geäußert. Die Trommelwirbel sind bisher offenbar nicht beschrieben.

## Systematik
Winkler et al. erkennen keine Unterarten an, weisen aber auf Forschungsbedarf hin, insbesondere für den Südwesten Thailands, wo Burmagrünspecht und Netzbauchspecht (Picus vittatus) sympatrisch vorkommen. Die beiden Arten bilden nach Winkler et al. eine Superspezies.

## Verbreitung und Lebensraum
Diese Spechtart besiedelt ein relativ kleines Areal in Südasien. Das bisher nicht genau bekannte Verbreitungsgebiet reicht von etwa 22°N in Myanmar in einem recht schmalen Sektor bis in den Südwesten und Süden Thailands bei etwa 7°N. Die Größe des Gesamtverbreitungsgebietes ist nicht bekannt.
Burmagrünspechte bewohnen ein breites Spektrum feuchter bis trockener Waldtypen von immergrünen tropischen Regenwäldern und Sekundärwäldern bis zu Mangrove und Küstenbuschland. Im Westen und Südwesten Thailands mit sympatrischem Vorkommen des Netzbauchspechts ist die Art auf den feuchten immergrünen Regenwald des Hügellandes beschränkt.

## Lebensweise
Zur Lebensweise der Art gibt es bisher kaum Angaben. Die auf dem Boden und an moosbewachsenen Bäumen und Felsen gesuchte Nahrung besteht, soweit bekannt, vor allem aus Ameisen. In Myanmar wird zwischen Februar und April gebrütet, weitere Angaben zur Brutbiologie liegen bisher nicht vor.

## Bestand und Gefährdung
Angaben zur Größe des Weltbestandes sind nicht verfügbar. Die Art gilt als wenig häufig bis lokal recht häufig. Der Bestand ist offenbar rückläufig, der Burmagrünspecht wird von der IUCN aber noch als ungefährdet („least concern“) eingestuft.